# Estado BPS
O Estado BPS (em homenagem a Eugène Bogomolny, Prasad Manoj, e Sommerfield Charles), também conhecido como Limite de Bogomolny-Prasad-Sommerfield, é uma série de desigualdades de soluções de equações diferenciais parciais, dependendo da classe de homotopia da solução no infinito. Este conjunto de desigualdades é muito útil para a resolução de equações de sóliton. Muitas vezes, ao insistir que o limite seja satisfeito ("saturado"), pode-se chegar a um simples conjunto de equações diferenciais parciais para resolver as equações de Bogomolny. Saturando soluções o limite são chamados estados BPS e desempenham um papel importante na teoria de campo e teoria das cordas.
A energia a um determinado tempo t é dada por
{\displaystyle E=\int d^{3}x\,\left[{\frac {1}{2}}{\overrightarrow {D\varphi }}^{T}\cdot {\overrightarrow {D\varphi }}+{\frac {1}{2}}\pi ^{T}\pi +V(\varphi )+{\frac {1}{2g^{2}}}\operatorname {Tr} \left[{\vec {E}}\cdot {\vec {E}}+{\vec {B}}\cdot {\vec {B}}\right]\right]}
em que D é a derivada covariante e V é o potencial. Se supusermos que V for não negativo e é igual a zero apenas para o vácuo de Higgs e que o campo de Higgs é na representação adjunta, então  
{\displaystyle {\begin{aligned}E&\geq \int d^{3}x\,\left[{\frac {1}{2}}\operatorname {Tr} \left[{\overrightarrow {D\varphi }}\cdot {\overrightarrow {D\varphi }}\right]+{\frac {1}{2g^{2}}}\operatorname {Tr} \left[{\vec {B}}\cdot {\vec {B}}\right]\right]\\&\geq \int d^{3}x\,\operatorname {Tr} \left[{\frac {1}{2}}\left({\overrightarrow {D\varphi }}\mp {\frac {1}{g}}{\vec {B}}\right)^{2}\pm {\frac {1}{g}}{\overrightarrow {D\varphi }}\cdot {\vec {B}}\right]\\&\geq \pm {\frac {1}{g}}\int d^{3}x\,\operatorname {Tr} \left[{\overrightarrow {D\varphi }}\cdot {\vec {B}}\right]\\&=\pm {\frac {1}{g}}\int _{S^{2}\ \mathrm {boundary} }\operatorname {Tr} \left[\varphi {\vec {B}}\cdot d{\vec {S}}\right].\end{aligned}}}
Portanto,
{\displaystyle E\geq \left\|\int _{S^{2}}\operatorname {Tr} \left[\varphi {\vec {B}}\cdot d{\vec {S}}\right]\right\|.}
A saturação acontece quando 
{\displaystyle \pi =0}
e
{\displaystyle {\overrightarrow {D\varphi }}\mp {\frac {1}{g}}{\vec {B}}=0}
Exemplos:
- Equações de Yang-Mills-Higgs
- Instanton